# Baryscapus papaveris
Baryscapus papaveris är en stekelart som beskrevs av Graham 1991. Baryscapus papaveris ingår i släktet Baryscapus och familjen finglanssteklar.
Artens utbredningsområde är:
- Frankrike.
- Jordan.
- Spanien.

Inga underarter finns listade.